# Kompleksy alkenowe
Kompleksy alkenowe to związki metaloorganiczne, z grupy π-kompleksów, w których przynajmniej jeden ligand łączy się z centralnym atomem metalu poprzez boczne nałożenie orbitali π jednego wiązania podwójnego węgiel-węgiel z orbitalami d metalu.
Ligand alkenowy, w sensie w jakim używa się tego terminu w chemii metatoorganicznej, nie musi być koniecznie "czystym" alkenem – może to być także pochodna dowolnego alkenu lub dienu zdolna do łączenia się z metalem co najmniej jednym wiązaniem π-d.

## Wiązanie π-d
Wiązanie π-d jest w istocie kombinacją dwóch oddziaływań – bocznego nałożenia orbitalu wiążącego π z orbitalem d metalu, w którym to donorem elektronów jest alken, oraz frontalnego nałożenia orbitalu antywiążącego π* z orbitalami d metalu, gdzie donorem elektronów jest metal:
Efekt oddziaływania zwrotnego metalu w tego rodzaju połączeniach powoduje:
- wydłużenie wiązania C=C
- skrócenie wiązań C-M
- zmianę kątów wiązań C-M i C-H oraz czasami także zmianę geometrii całego kompleksu

Zgodnie z teorią rezonansu chemicznego można to zapisać w formie dwóch struktur rezonansowych:
Udział rezonansowej struktury metalocyklopropanowej wzrasta ze zwiększaniem się rozmiarów chmury elektronowej metalu i liczbą elektrofilowych podstawników przy alkenie:

## Otrzymywanie
Kompleksy alkenowe po raz pierwszy zostały otrzymane przez W.C.Zeisa w 1827 r. ale aż do lat ’60 XX w. nikt się nimi specjalnie nie interesował.
Trzy najczęściej stosowane metody ich syntezy to:
- Substytucja ligandów labilnych (np. karbonylku):

- Redukcja halogenków metali:

- Synteza wprost z metali:

## Własności
Wymiana ligandów alkenowych odbywa się niemal tak samo łatwo jak karbonylkowych – wystarczy aby związek atakujący miał własności elektro- lub nukleofilowe – choć trochę silniejsze od ligandów alkenowych:
Czasami jednak reakcja z elektrofilem prowadzi do jego addycji bez odrywania ligandów alkenowych:
Z praktycznego punktu widzenia najważniejsza jest jednak reakcja z nukleofilami. Przyłączenie alkenu przez wiązanie π-d do metalu rozpoczyna cykl katalityczny powodujący aktywację wiązania =C-H w wyniku przekształcenia π-σ prowadzącego do powstania kompleksu alkilowego:

gdzie: L – dowolny ligand, Nu- – dowolny nukleofil, M – dowolny metal przejściowy
W wielu reakcjach katalitycznych zarówno nukleofil jak i alken są przyłączone do centrum metalicznego i atak nukleofila następuje wewnątrzcząsteczkowo. Np. kluczowy etap katalitycznego uwodorniania olefin, który stosuje się np. do utwardzania tłuszczów roślinny w trakcie produkcji margaryny:
Innymi reakcjami, w których stosuje się jako katalizatory kompleksy alkenowe to:
- hydrosililowanie
- proces Wackera
- proces Monsanto